# Otto Abeles
Otto Abeles (* 1. Mai 1879 in Rohatetz, Mähren, Österreich-Ungarn; † 25. Mai 1945 in Tröbnitz) war ein österreichischer Journalist, Schriftsteller, Musikkritiker und Zionist.

## Leben
Otto Abeles, Sohn von Siegmund und Rosa, geborene Schrager, besuchte in Wien das Gymnasium und anschließend die Universität Wien, wo er Rechtswissenschaften studierte und 1905 zum Dr. iur. promoviert wurde. Bereits während des Studiums gründete Abeles zusammen mit Robert Stricker, Berthold Feiwel und seinem Schwager Hermann Kadisch die erste zionistische Studentenorganisation „Veritas“, da er schon während der Schulzeit „tägliche Bitterkeiten und Demütigungen, trostlose Vereinsamung“ des Juden erfahren musste.

„Seit damals habe ich die Entwicklung der zionistischen Bewegung mitgelebt, die guten und die bösen Tage. Von dem faustischen Beginnen Herzls, die Judenheit mit einem gewaltigen Griff aus ihrer unwürdigen Lage zu befreien – die grosse Masse der nach Palästina Verpflanzten faktisch, die Zurückbleibenden moralisch zu erlösen – bis zu den heutigen, hoffnungsvollen, herrlichen, aber im Vergleich zum ursprünglichen, utopischen Programm der politischen Zionisten bescheidenen Möglichkeiten bewusstjüdischer Siedlungsarbeit im alten Judenland.“

Bis 1928 war er bei den Österreichischen Bundesbahnen als Jurist tätig. Daneben setzte er sich als Redakteur und Journalist für die zionistische Idee ein und war Mitbegründer zahlreicher Komitees in Böhmen und Mähren. Er unterstützte die Bewegung auch durch seine Vortragstätigkeit und die journalistische Arbeit in jüdischen Zeitungen, vor allem in der 1919 von ihm und Robert Stricker gegründeten ersten zionistischen Tageszeitung in deutscher Sprache, der Wiener Morgenzeitung. Anlässlich der bevorstehenden Wahl der konstituierenden Nationalversammlung am 16. Februar rief Abeles in der ersten Ausgabe der neuen Zeitung zugunsten des „Jüdischen Nationalvereins für Deutschösterreich“ auf:

„Nur ein Jude, der als Vertreter seines Volkes ins Parlament einzieht, hat die Kraft und die Freiheit, für die tatsächliche Gleichberechtigung der Juden einzutreten.“

Nach der Einstellung dieser Zeitung am 16. September 1927 arbeitete er im Nachfolgeblatt Die Neue Welt weiter, veröffentlichte seine Arbeiten aber auch wie schon zuvor in der Jüdischen Rundschau, der Selbstwehr, der Jüdischen Volksstimme, im Neuen Wiener Journal und anderen Blättern. Ab Mitte der 1920er Jahre bereiste er als Delegierter des Keren Hajessod Siebenbürgen, Ungarn, Ostgalizien, Luxemburg und die Tschechoslowakei.
Abeles übersiedelte Anfang September 1934 in die Niederlande und wurde eines der eifrigsten und mutigsten Mitglieder der Amsterdamer jüdischen Gemeinde, er war auch Direktor des niederländischen Zweiges des Keren Hajessod. Nach dem Einmarsch der deutschen Truppen während des Zweiten Weltkriegs wurde auch Abeles gefangen genommen und im Durchgangslager Westerbork interniert. Im Mai 1944 wurde er weiter ins KZ Bergen-Belsen deportiert. Er starb etwas mehr als einen Monat nach seiner Befreiung aus dem KZ an einer Flecktyphusinfektion.
Mit seiner Frau Mina (geborene Dembitzer; Heirat am 15. November 1908 in Wien) hatte er einen Sohn Benjamin (1909 in Wien –? in Jerusalem), der in Israel als Arzt tätig war.
Teilnachlässe befinden sich in Jerusalem, und zwar im Zionistischen Zentralarchiv, im Archiv des Keren Hajessod, dem Nathan-Birnbaum-Archiv und der Jüdischen National- und Universitätsbibliothek.
Die 1941 erfolgte Aberkennung des Doktorgrads durch die Nationalsozialisten wurde mit Senatsbeschluss der Universität Wien vom 10. April 2003 rückgängig gemacht.

## Werke

### Buchveröffentlichungen

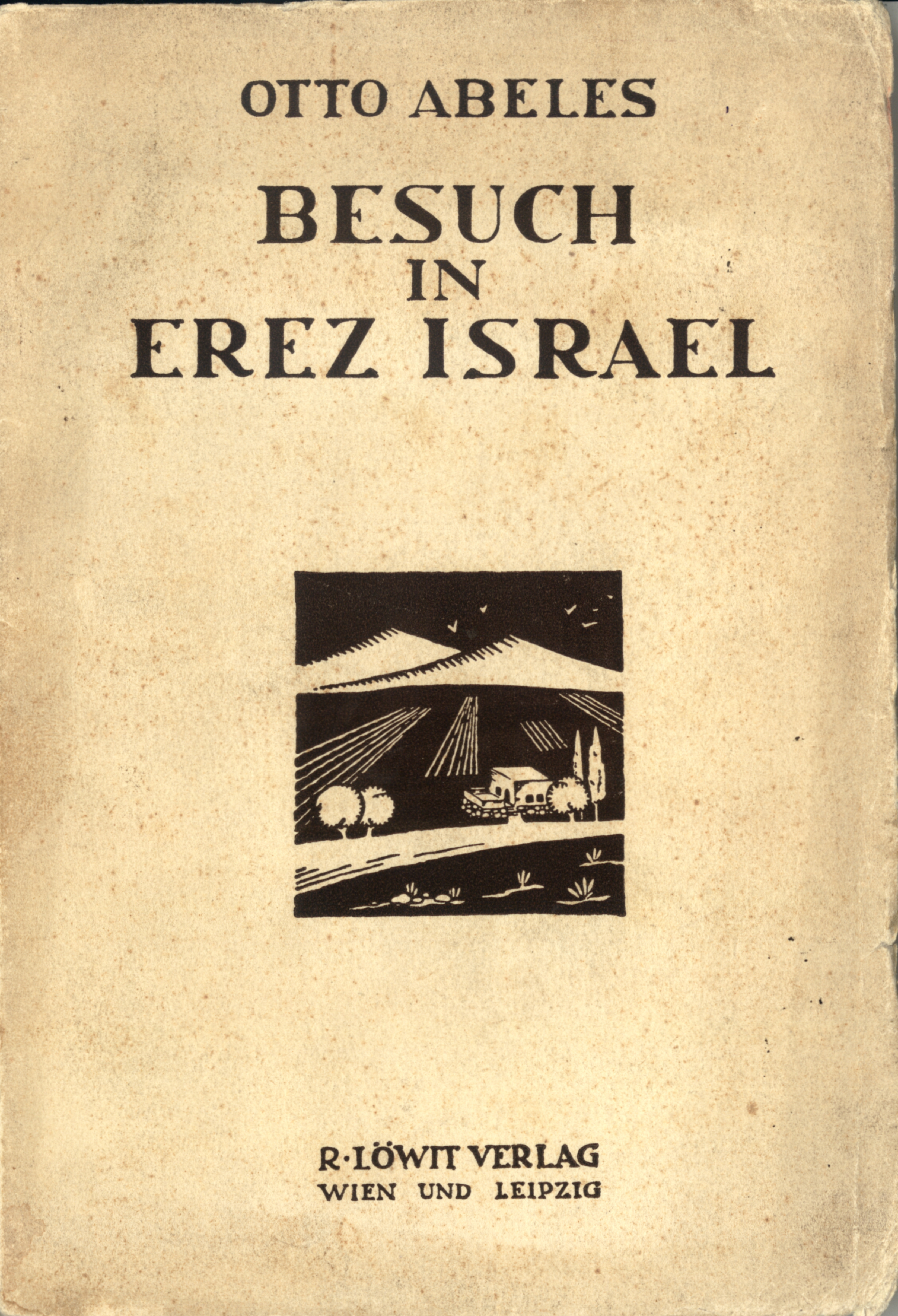
Buchtitel

- Jüdische Flüchtlinge. Szenen und Gestalten. Verlag Löwit, Wien 1918.
 Enthält kurze Prosastücke mit Lebensschilderungen jüdischer Flüchtlinge aus Galizien während des Ersten Weltkriegs.
- Die Genesung. Gedichte. Verlag Löwit, Wien 1920.
 Enthält Lyrik mit jüdischen Themen, u. a. Grabschrift für Theodor Herzl.
- Besuch in Erez Israel. Verlag Löwit, Wien 1926.
 Enthält neben einer wichtigen autobiographischen Einleitung den Wunsch der Umsetzung der zionistischen Idee, damit „mein Sohn nicht mehr zwischen zwei Welten stehen muss, dass ihm ein heller froher Weg in die jüdische Gemeinschaft gezeigt [und] gebahnt“[5] wird.
- Zehn Jüdinnen. Sittenbilder und Geschichten aus dem Leben jüdischer Frauen. Max Präger Verlag, Wien 1931.
 Das Buch für Mädchen ab dreizehn Jahren enthält historische Anekdoten und Geschichten, in denen der Autor anhand von Briefen, Aufzeichnungen und Dokumenten das Leben zehn jüdischer Frauen beschreibt, so Glückel von Hameln, La Fanny, Am Sterbebett von Rahel Levin.
- Begegnungen mit Juden. Verlag Löwit, Wien 1936.

### Sonstige Veröffentlichungen
Neben seinen zahllosen journalistischen Arbeiten schrieb Abeles auch Vorworte und betätigte sich als Herausgeber, unter anderem bei diesen Werken:
- Jüdischer Volks-Kalender für das Jahr 5665 (1904/05). Jüdischer Buch- und Kunst-Verlag, Brünn 1904.
- Jüdischer Nationalkalender. Hrsg. zusammen mit Ludwig Bató. Es erschienen drei Jahrgänge:
  - 5676 (1915/16). Verlag Löwit, Wien 1915.
 Enthält im Vorwort eine Abhandlung zur Kulturfrage im Zionismus nach Herzls Tod.
  - 5677 (1916/17). Verlag Jüdische Zeitung, Wien 1916.
  - 5678 (1917/18). Verlag Jüdische Zeitung, Wien 1917.
- Hugo Zuckermann: Gedichte. Hrsg.: Otto Abeles. Verlag Löwit, Wien 1915.
 Enthält im Vorwort eine Würdigung und Kurzbiographie seines Freundes Hugo Zuckermann.

## Rezensionen
- Besuch in Erez Israel:
 „Otto Abeles zählt sich mit Stolz und Recht zu jenen Männern der zionistischen Organisation, die mit ihrem Entstehen und Werden seit Jahren verknüpft, die „alte Garde“ darstellen. So klingt naturgemäß aus den Blättern dieses Tagebuchs die zum Herzensband gewordene Verbundenheit mit Leid und Freud der jüdischen Siedlung in Erez Jisrael. Diese persönliche Wärme, das leise Bedauern – nur einen ‚Besuch’ – gibt den schlichten Schilderungen, der anspruchslosen Wiedergabe von Eindrücken und den Gesprächen den intimen Reiz, den manche palästinensischen Reiseberichte bekannterer Schriftsteller entbehren müssen. Hier spricht aus jedem Worte das Schicksal des zionistischen Ideals, das Ringen um die Rückkehr zum jüdischen Volke, das bittere Los der ersten Pioniere, der ersten Chaluzim und das unentwegte Hoffen und Mühen einer sehnsuchtsvollen ungenannten Masse, das ‚Märchen’ zur Wirklichkeit werden zu lassen. Über die parteimäßige Einstellung hinaus, sind diese lebensvollen, mit dem Herzblute des strengen und liebevollen Vaters geschriebenen Blätter lesenswert, die eine edle Menschenseele ‚des unbekannten Soldaten’ im Ringen um das neue Land erahnen lassen.“[6]
- Zehn Jüdinnen
 „Die Rolle, die der jüdischen Frau in der jahrhunderte langen jüdischen Leidensgeschichte in der Galuth zufiel, wurde weniger beachtet“. [… Der Autor] „versucht an Hand von Briefen, chronistischen Aufzeichnungen und Amtserlässen usw. das Leben zehn jüdischer Frauenschicksale zu verzeichnen, die ihm für die Haltung der jüdischen Frau im Rahmen des Regional-Kahals typisch sind. […] Die Jüdinnen aus Wien, Prag, Krakau, Eisenstadt, Nikolsburg sind Beispiele absoluten jüdischen Heldentums. […] Das mit feuilletonistischer Verve geschriebene Buch ist schon um des Materials willen lesenswert.“[7]